# Paul Swan
Paul Swan (* 6. Juni 1883 in Ashland, Illinois; † 1. Februar 1972 in Bedford Hills, N.Y.) war ein US-amerikanischer Schauspieler, Tänzer, Maler und Dichter.

## Biographie
1883 in Ashland, Illinois geboren, war Swan seit 1900 Schüler am Art Institute of Chicago. 1903 kam er nach New York City, wo er zunächst eine Anstellung als Illustrator fand. Zu dieser Zeit sah er die berühmten Ballets Russes des Impresarios Sergej Djagilew und porträtierte die russische Schauspielerin Alla Nazimova. Mit dem Erlös aus dem Verkauf seiner Bilder fuhr er nach Griechenland, wo er antike Skulpturen studierte und Tanzunterricht nahm.
Zunächst wurde Swan durch seine Porträts bekannt. Er malte Charles Lindbergh, den britischen Premierminister James Ramsay MacDonald und den italienischen Diktator Benito Mussolini. 1914 hatte er gemeinsam mit Robert Henri, Maurice Prendergast und Rockwell Kent in der Macbeth Gallery eine Ausstellung, später errang er Ruhm mit seinen plastischen Arbeiten an der National Academy of Design in New York. In den 30er Jahren gewann er mehrere Preise auf dem Salon des Artistes in Paris, wo er zehn Jahre lang lebte. In Stony Creek (Bundesstaat New York) gründete er eine Künstlerkolonie.
Als Schauspieler und Tänzer war Swan zunächst für Arthur Hammerstein am Victoria Theater in New York und dann auf Tournee in den Vereinigten Staaten und Großbritannien mit der Sir Ben Greet Shakespeare Company. Nach einer ersten Rolle in Diana the Huntress (1918) errang er als Filmschauspieler Ruhm in Cecil B. DeMilles Die Zehn Gebote (1923). In den 1930er und 1940er Jahren wurde Swan weltweit auf Tourneen als Solotänzer gefeiert. Im Herbst 1965 drehte Andy Warhol ein 66-minütiges Filmporträt des 82-jährigen Künstlers und gab ihm eine der Hauptrollen in seinem Experimentalfilm Camp.
Swan starb im Februar 1972 in Bedford Hills, New York.